# Platypelis barbouri
Platypelis barbouri — вид земноводних роду Platypelis родини Microhylidae.

## Опис
Довжиною 19-23 мм. Шкіра зерниста. Зверху коричнева, з більш темними, а іноді і помаранчевими плямами, а іноді з легкою смугою вздовж хребта. Знизу на кінцівках червонуватий. Живіт і груди з неясними сіро-коричневими цяточками, горло темне.
Найбільший вид з червонуватим забарвленням на кінцівках.

## Поширення
Цей вид має досить широке поширення на північному сході Мадагаскару від «Marojejy» півдня на «Andasibe». Поширений від рівня моря до 1100 м. Селиться в бамбукових отворах і в дуплах дерев.

## Загрози
Її лісові середовища проживання знищуються у зв'язку з натуральним сільським господарством, заготівлею деревини, виробництва деревного вугілля і інвазивним поширенням евкаліпта, випасання худоби і розширення людських поселень.